# Garfield: A Winter's Tail
Garfield: A Winters Tail is een computerspel gebaseerd op Jim Davis’ stripserie Garfield. Het spel werd ontwikkeld door The Edge, en in 1989 uitgebracht door Softek voor de Atari ST, Amiga, ZX Spectrum and Commodore 64.

## Plot
Nadat hij weer eens veel heeft gegeten valt Garfield in slaap en krijgt een aantal bizarre dromen. Elk van deze dromen is een spel dat de speler kan spelen. Via de droomwolkjes boven Garfields hoofd kan de speler telkens een spel selecteren.
De levels zijn:
- Choc: een level dat zich afspeelt in een fabriek.
- The Alps: een skilevel waarin Garfield op ski’s een berg afdaalt en taarten moet vangen die Jon naar hem gooit.
- Een tweede skilevel waarin Garfield pijlen moet verzamelen die overal in de sneeuw liggen.

## Platforms
| Jaar | Platform                                   |
| ---- | ------------------------------------------ |
| 1989 | Amiga, Amstrad CPC, Atari ST, Commodore 64 |
| 1990 | ZX Spectrum                                |

## Ontvangst
Het spel werd wisselend ontvangen:
| Beoordeeld door                | Platform    | Datum          | Score |
| ------------------------------ | ----------- | -------------- | ----- |
| The Games Machine              | Atari ST    | augustus 1989  | 80%   |
| Zzap!                          | Amiga       | 1989           | 63%   |
| Your Sinclair                  | ZX Spectrum | mei 1990       | 50%   |
| Amiga Format                   | Amiga       | november 1989  | 43%   |
| Amiga Joker                    | Amiga       | oktober 1989   | 35%   |
| ASM (Aktueller Software Markt) | Atari ST    | september 1989 | 17%   |